# ویکتور زویاهینتسف
ویکتور اولکساندروویچ زویاهینتسف (اوکراینی: Віктор Олександрович Звягінцев، روسی: Виктор Александрович Звягинцев؛ زادهٔ ۲۲ اکتبر ۱۹۵۰ – ۲۲ آوریل ۲۰۲۲) بازیکن فوتبال بازنشسته اتحاد جماهیر شوروی بود.
وی یکی از اعضای کنگره فوتبال جمهوری خلق دونتسک بود که به رسمیت شناخته نشده بود.

## بازی ملی
وی یکی از اعضای کنگره فوتبال جمهوری خلق دونتسک است که به رسمیت شناخته نشده‌است.

## پیون به بیرون
- صفحه کاربری